# Prehendocyclops abbreviatus
Prehendocyclops abbreviatus – gatunek widłonoga z rodziny Halicyclopidae. Opisał go Carlos Eduardo Falavigna da Rocha w artykule opublikowanym w 2000 roku przez międzynarodowy zespół biologów w składzie: Carlos Eduardo Falavigna da Rocha, Thomas M. Iliffe, Janet W. Reid i Eduardo Suárez-Morales. Holotyp to samica pochodząca z próbki planktonu pobranej w czerwcu 1991 roku w Cenote Chan-Hoch, Homún (współrzędne 20°44′02″N 89°16′16″W/20,733889 -89,271111) na półwyspie Jukatan w Meksyku; samca nie opisano.